# 瓦屋山悬钩子
瓦屋山悬钩子（学名：Rubus wawushanensis），为蔷薇科悬钩子属下的一个种。

## 扩展阅读
維基物種上的相關：瓦屋山悬钩子